# 翡翠嗜眼吸虫
翡翠嗜眼吸虫（学名：Philophthalmus halcyoni）为嗜眼科嗜眼属的动物。分布于印度以及中国大陆的广东等地，营寄生生活，终末宿主白胸翡翠、家鸭以及寄生在眼结膜囊。